# Boudigau
Il Boudigau o Canal de Ceinture è un fiume costiero francese del dipartimento delle Landes, nella regione della Nuova Aquitania.

## Geografia
Il Boudigau nasce nella foresta delle Landes e, dopo un percorso di 24,5 km sfocia in Oceano Atlantico, tra Capbreton e Hossegor.

## Comuni e cantoni attraversati
Nel solo dipartimento delle Landes, il Boudigau attraversa sei comuni e due cantoni.
- Saint-Martin-de-Hinx (sorgente), Saubrigues, Saint-André-de-Seignanx, Saint-Martin-de-Seignanx, Labenne, Capbreton (sfocio).

In termini di cantoni, il Boudigau nasce nel cantone di Saint-Martin-de-Seignanx e ha il suo estuario nell'oceano Atlantico nel cantone di Saint-Vincent-de-Tyrosse, il tutto nel solo arrondissement di Dax.

## Principali affluenti
(rd = riva destra; rs = riva sinistra)
Il Boudigau ha dodici affluenti ufficiali fra i quali:
- il Bourret (rd) 14,6 km su cinque comuni con dieci affluenti ufficiali su un bacino idrografico di 83 km2[2].
- l'Anguillère (rs) 15,1 km su quattro comuni con otto affluenti su un bacino idrografico di 48 km2[3].
- l'Yrieu
- palude della Pointe
- canale del Moura-Blanc,
- Canale di Ceinture,
- Canale di Moussehons,

## Idrologia

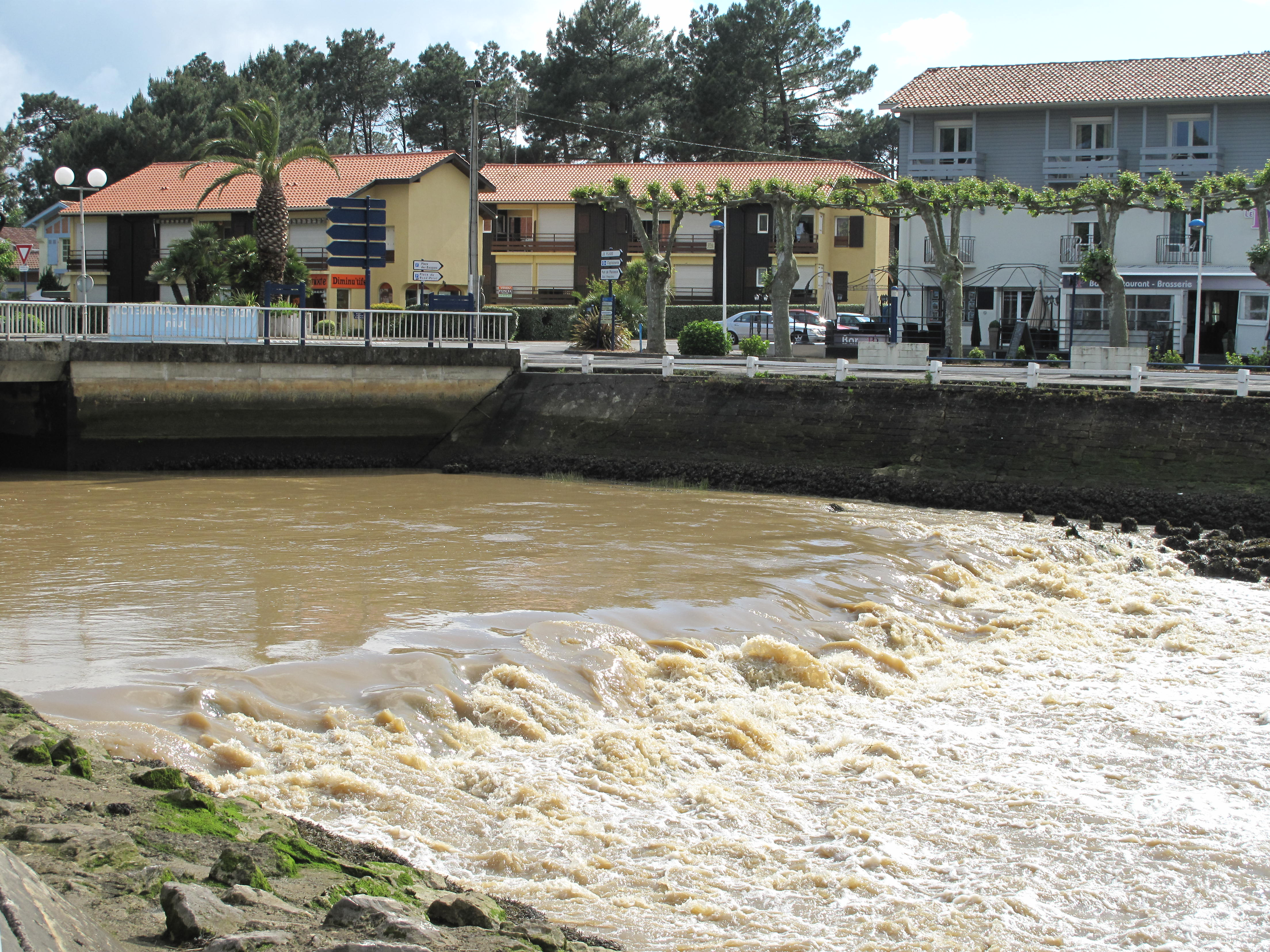
Rapide a monte del porto di Capbreton.

Il bacino idrografico del Boudigau è di 191 km2 o 189 km2.
- La confluenza dei fiumi Boudigau e Bourret ha consentito la costruzione del solo porto delle Landes tra Arcachon e Bayonne

- Il Boudigau segue una parte dell'antico letto dell'Adour che si gettava a Capbreton o nelle vicinanze (Vieux-Boucau) prima di essere deviato e stabilizzato per gettarsi a Bayonne nel 1578.

- Un po' al largo di Capbreton e dell'estuario del Boudigau si trova la Fossa di Capbreton (Gouf de Capbreton): una profonda vallata di origine tettonica, oggi sommersa. A 35 km al largo, la fenditura va da 1 000 a 1 500 metri di profondità. Essa non viene riassorbita nel grande declivio oceanico che a 50 km dalla costa. Le sue grandi profondità presentano la particolarità di ridurre le ondate nei periodi di tempesta.

## Organismo gestionale
L'organismo gestionale è il sindacato misto dei fiumi Bourret-Boudigot, creato da settembre 2001.

## Ambiente ed ecologia
Il Boudigau è un "corso d'acqua di seconda categoria". Dagli anni 1990 questo tipo di fiumi è parimenti popolato da pesci siluro. Il bacino idrologico del Boudigau drena le boscaglie umide alluvionali del canale del Moussehons come quelle della palude di Orx e della palude d'Yrieu.